# رونان فالکائو
رونان فالکائو (انگلیسی: Ronan Falcão؛ زادهٔ ۷ مهٔ ۱۹۸۵) بازیکن فوتبال برزیل اهل گینه استوایی است.
از باشگاه‌هایی که در آن بازی کرده‌است می‌توان به باشگاه فوتبال مس رفسنجان، باشگاه فوتبال لوک اشتندل، باشگاه فوتبال آمریکا (ریو دو ژانیرو)، و باشگاه ورزشی کروزیرو اشاره کرد.
وی همچنین در تیم ملی فوتبال گینه استوایی بازی کرده‌است.